# Жебріянський лиман
Жебріянський лиман — лиман на гирлі Мурза в дельті річки Дунай, розташований на сході Ізмаїльського району Одеської області. Площа водного дзеркала — н / д км. Тип загальної мінералізації — солонуватий. Походження — . Група гідрологічного режиму — стічний .

## Географія
Довжина — 3,6 км. Середня ширина  — 1,0 км, найбільша середня 1,2 км. Середня глибина — м, найбільша — м. Висота над рівнем моря: -0,4 м. Найближчий населений пункт — село Приморське, розташоване на північ від лиману. 
Жебріянський лиман розташований в дельті Дунаю на території Стенсівських (Стенсівсько-Жебріянських) плавнів, якими і відділений від Чорного моря закріпленою дамбою з автошляхом (Т-16-28). Водоймище неправильної видовженої форми, витягнуте з півночі на південь. У центральній частині розташований острів Чеплак. Береги пологі. Оточене заболоченою місцевістю з комишуватою рослинністю. 

## Господарське значення
Входить до складу Дунайського біосферного заповідника (зона регульованого заповідного режиму), створеного у 1998 році із загальною площею 50252,9 га. 
Береги представлені рясної прибережно-водною рослинністю. Є місцем гніздування багатьох водних і навколоводних птахів. Через антропогенного впливу (будівництво каналу Дунай-Сасик) природний комплекс та водойми сильно деградовані.